# سطوح خدمات مرجع

## مقدمه
خدمات مرجع، جریان برقراری ارتباط بین یک خواننده و نوشته یا اطلاع مورد نیاز وی با صرف کمترین وقت است.
جیمز وایر، نخستین کسی است که می‌کوشد تا نظریه خدمات مرجع را بیان کند. کتاب وایر با عنوان کار مرجع در سال ۱۹۳۰ منتشر شد. او در این کتاب، سه نوع نظریه را برای خدمات مرجع معرفی می‌نماید و آن‌ها را به ترتیب نظریه محافظه کارانه، نظریه میانه‌رو و نظریه لیبرالی، آزادانه یا آرمانی نامگذاری می‌کند. (مرادی، ۱۳۷۲، ص۳)
کمیت و کیفیت خدمات مرجع به عوامل زیر بستگی دارد:
1. شرایط جامعه
2. سنتهای جامعه
3. انواع مراجعه کنندگان
4. نوع و اندازه کتابخانه
5. منابع کتابخانه
6. فلسفه کتابدار، با در نظر گرفتن سازمان و مدیریت کتابخانه (مرادی، ۱۳۷۲، ص۶)

## نظریه‌های خدمات مرجع
نظریه محافظه کارانه- براین فرض متکی است که کمک فردی احتمالی به مراجعه کنندگان نباید بیش از اندازه و حد کفایت باشد. کمک کننده باید به آموزش مراجعه کننده و راهنمایی او بسنده کند. یک مراجعه کننده بی تجربه فقط نیاز به این دارد که راه را به او نشان دهند. کتابدار باید وقتی به مراجعه کننده ای کمک کند که درخواست کمک و یاری کرده باشد. پس کار کتابدار مرجع به ارائه خدمات برای پاسخگویی به سؤالات مرجع معمولی که نیاز به استفاده از منابع مرجع فوری دارند محدود می‌شوند. این سطح از خدمات مرجع کمترین نوع کمکی است که به خواننده ارائه می‌شود.
نظریه لیبرالی – در مقابل نظریه محافظه کارانه، نظریه لیبرالی قرار دارد. در این نظریه، کتابدار مرجع موظف است حداکثر کمک و یاری را به مراجعه کننده بنماید. کتابدار مرجع باید به استقبال مراجعه کننده برود و به کمک او بشتابد و به هر قیمتی که شده اطلاعات مورد نیاز او را گردآوری کند. اینکه چقدر وقت لازم دارد و چه نوع منابعی را باید بررسی کند مطرح نیست، حتی اگر لازم باشد، کتابدار مرجع باید از طریق امانت بین کتابخانه‌ها، منابع و اطلاعات مورد نیاز را فراهم آورد. این سطح ورای معرفی و یافتن متن خواسته شده از مجموعه در اختیار، سهمی از تهیه و تدارک اطلاعات برای تحقیق پژوهشگر را بر عهده می‌گیرد.
نظریه میانه‌رو – حد واسط دو نظریه افراطی فوق، نظریه میانه‌رو قرار دارد. بیشتر کتابداران مرجع این نظریه را ترجیح می‌دهند. در این صورت به تعداد بیشتری از مراجعه کنندگان سرویس داده می‌شود، هر چند که هزینه آن نیز زیاد می‌شود. (مرادی، ۱۳۷۲، ص۳)
یکی دیگر از صاحب نظران مرجع ساموئل روتشتاین است. او سه نظریه زیر را برای خدمات مرجع ارائه می‌دهد:
نظریه حداقل - کتابدار مرجع، در صورتی که توانایی کافی برای ارائه خدمات نداشته باشد، از اعتماد به نفس زیادی نیز بهره‌مند نخواهد بود و دچار ترس می‌گردد. از این رو می‌کوشد تا حد ممکن از دسترس مراجعه کننده دور باشد و حداقل کمک را نیز به مراجعه کننده بنماید. پس نظریه حداقل بر اساس «ترس» ساخته شده‌است. در صورتی که کتابدار مرجعی به کارش مسلط باشد، اما به دلیل تعداد زیاد مراجعه کنندگان، نتواند کمک زیادی به آن‌ها بنماید مشمول این نظریه نخواهد گردید.
نظریه حداکثر- وقتی کتابدار مرجعی کارش را خیلی خوب می‌داند و به خودش نیز اعتماد دارد و از توانایی خود نیز آگاه است، اگر به مراجعه کننده ای برخورد کند که سردرگم در کتابخانه به دور خود می‌چرخد، بدون وقفه و درنگ خودش را به او می‌رساند و برای کمک به او اعلام آمادگی می‌کند. نظریه حداکثر بر اساس مفهوم «اعتماد» ساخته شده‌است. ممکن است، همان‌طور که گفته شد، چنین کتابداری به دلیل تعداد زیاد مراجعه کنندگان نتواند، عملاً حد اکثر خدمات را به آن‌ها ارائه دهد.
نظریه حد متوسط - بین دو نظریه فوق قرار دارد و در واقع راه میانه است. هر چند که تعیین حد و حدود چنین راهی به راحتی عملی نیست. در این نظریه کتابدار بر اساس هر مورد، یا در نظر گرفتن شرایط تصمیم می‌گیرد که تا چه حد به مراجعه کننده کمک و یاری نماید. از این رو، ممکن است به مراجعه کننده ای حداکثر یاری و کمک را بکند و در همان زمان به مراجعه کننده دیگر کمک زیادی ننماید. این نظریه خدمات مرجع که بر پایه مفهوم «مصلحت» قرار دارد، اصطلاحاً نظریه حد متوسط خوانده می‌شود. (مرادی، ۱۳۷۲، ص۴)

## سطوح مختلف خدمات مرجع

### سطوح مختلف خدمات مرجع از دیدگاه پی یرس باتلر
پی یرس باتلر نیز مرجع را بر حسب سطوح خدمات آن تعریف کرده‌است. سطوح خدمات به نظر او عبارت بود از:
- ابتدایی- یا پاسخ به پرسشهای واقعی، این پرسش‌ها را می‌توان ابتدایی یا ساده خواند، زیرا واقعیتی عینی و مشخص مورد نظر است. برای نمونه مجموع تلفات لشکریان ناپلئون در عقب‌نشینی از مسکو چند تن بوده‌است؟ در این سطح، پرسش یا پاسخی دارد یا ندارد.
- متوسط- به روابط مربوط می‌شود و به ارزشهای انسانی میان افراد، اشیا و رویدادها وابسته است. به عنوان مثال آیا شکست لشکرکشی ناپلئون به روسیه به سبب بخت بد او یا کاستیهای موجود رخ داد؟ در این سطح نمی‌توان پاسخ قطعی داد و کار به تعبیر و تفسیر می‌کشد.
- پیشرفته-پرسشهایی که کتابدار باید پاسخ آن‌ها را شفاهی یا کتبی در اختیار مراجعه کننده قرار دهد. پرسشگر این گونه مسائل می‌خواهد اطلاعات کافی و جامعی دربارهٔ لشکرکشی ناپلئون به روسیه به دست آورد. در این سطح محدودیتی در کار او نمی‌باشد و ناگزیر است که برای پرسشهای ابتدایی و میانی نیز پاسخهایی را فراهم آورد. (دیانی، ۱۳۷۷، ص۲۰)

### سطوح مختلف خدمات مرجع از دیدگاه روتشتاین
بنا به نظر روتشتاین سه گونه طرز فکر با عنوان خدمات مرجع تقریری، خدمات مرجع ارشادی و خدمات مرجع تحقیقی رایج است:
- خدمات مرجع تقریری: در این نوع خدمت، طرز استفاده از منابع و مراجع به استفاده‌کنندگان از کتابخانه آموزش داده می‌شود. در این شیوه کتابدار مرجع چون معلمی، طرز کار فرهنگها، دستورنامه‌ها و دستنامه‌ها و سایر منابع اطلاعاتی چاپی و طرز کار کردن با منابع الکترونیکی عمومی را به استفاده‌کننده یاد می‌دهد. مثلاً، آموخته می‌شود که فهرستبرگه دان کتابخانه یا کتابها در قفسه‌های کتابخانه چگونه نظم یافته‌است.
- خدمات مرجع ارشادی: خدمات مرجع ارشادی در حد هدایت مرجعان به مواد مورد نیاز، نه خود اطلاعات محدود می‌شود. در این شیوه کتابدار مرجع، جویای اطلاعات را در دستیابی به کتاب، مقاله، یا گزارشی هدایت می‌کند که تصور می‌کند اطلاعات مورد نظر مراجعان در آن وجود دارد. در این مورد کتابدار باید از محتوای منابع آگاه باشد و این توانایی را داشته باشد که بین پرسش مُراجع و محتوای منابع خاصی ارتباط برقرار کند و به این مهارت دست یافته باشد که راهنمایی انجام شده به نتیجه ای مطلوب می‌رسد.
- خدمات مرجع تحقیقی: در خدمات مرجع تحقیقی انتقال اطلاعات از منابع به مُراجع بر عهده کتابدار است و در این صورت بر خلاف دو مورد اول، مسئولیت اعتبار و درستی یا نادرسی آنچه منتقل می‌شود بر عهده کتابدار است. در این مورد کتابدار همانند همکار پژوهشگر عمل می‌کند و در عمل بخشی از فرایند پژوهش که پژوهش کتابخانه ای برای فراهم آمدن زیربناهای اصلی پژوهش است بر عهده کتابدارگذارده شده‌است.

خدمات نوع سوم بیشتر درکتابخانه‌های تخصصی، مثلاً کتابخانه مجلس شورای اسلامی و کتابخانه کنگره آمریکا و کتابخانه‌های مراکز صنعتی و علمی مورد استفاده است. مورد اول و دوم بیشتر در کتابخانه‌های عمومی و دانشگاهی مورد استفاده می‌باشد. (دیانی، ۱۳۸۵، ص۵)

### تقسیم‌بندی دیگر از سطوح خدمات مرجع عبارت است از
- خدمات مرجع پایه. منظور خدمات مرجعی است که هر کتابخانه ای می‌کوشد تا به مراجعه کنندگان خود ارائه دهد و این حداقل خدماتی است که در بخش مرجع ارائه می‌شود. خدمات پایه عبارتند از:
- تهیه و تدارک اطلاعات عمومی
- تهیه و تدارک اطلاعات تخصصی
- کمک و یاری در یافتن اسناد و مدارک
- کمک در استفاده از برگه دان کتابخانه
- کمک در استفاده از منابع مرجع
- خدمات رایج. این خدمات عبارتند از:

امانت بین کتابخانه‌ها
حفظ و نگهداری منابع
آموزش مراجعه کنندگان
گردش در کتابخانه و معرفی اجزا و ارکان کتابخانه
برگزاری نمایشگاه در کتابخانه
کمک به غیر اعضا
تهیه نشریات کتابخانه
راهنمای خوانندگان
خدمات نمایه سازی و چکیده نویسی
تهیه کتابشناسی
نگهداری بریده جراید
نگهداری بایگانیهای اختصاصی از جمله مجموعه‌های جزوات، گزارشها و امثال آنها
ارزیابی منابع مرجع
- خدمات گاه به گاه. عبارتند از:

نمایش نشریات جاری
تهیه فتوکپی
ارائه خدمات ترجمه

## تقسیم‌بندی خدمات مرجع بر اساس نظریه متخصصان انجمن کتابدرای آمریکا
پاره ای از متخصصان نیز، به پیروی از انجمن کتابداری آمریکا، خدمات مرجع را به دو گروه بزرگ تقسیم می‌کنند:
خدمات مرجع مستقیم. در این گروه از خدمات کتابدار به‌طور مستقیم با مراجعه کننده تماس دارد و رو در رو به حرفهای او گوش می‌دهد و پاسخ را در اختیار او قرار می‌دهد.
خدمات مرجع غیر مستقیم. که عبارتند از:
گزینش مواد. شامل شناخت انواع گوناگون مواد لازم برای خدمات مرجع است.
دستیابی به مواد. مانند تهیه کتابشناسی‌های تخصصی و تهیه فهرستگانی جامع از موجودی کتابخانه‌های منطقه برای امانت بین کتابخانه‌ها
ارزیابی مرجع. کیفیت کار بخش مرجع چگونه است؟ چه کارهای باید انجام گیرد تا سطح این کیفیت افزایش یابد؟ (مرادی، ۱۳۷۲، ص۸)

## سطوح خدمات مرجع در منابع الکترونیکی
این طبقه‌بندی نمی‌تواند به سهولت به خدمات کتابداران مرجع در پیوند با منابع الکترونیکی تعمیم داده شود. در عین حال، در حالی که در اینگونه خدمات اصل سوق دهی استفاده‌کننده به خودگردانی حاکم است، اما به دلیل تعدد، تنوع و گستره روزافزون منابع اینترنتی و به دلیل امکان ارتباط ار هر جایی و در هر زمانی با کتابخانه، ممکن است هر سه نوع خدمات در هم ادغام شود. مثلاً هنگامی که از طریق «خدمات از کتابدار بپرس» اطلاع یا منبعی برای مُراجع ردیابی می‌شود، به تماس گیرنده شیوه رسیدن به اطلاع یا منبع نیز نشان داده می‌شود، به امید اینکه در موارد مشابه خود تماس گیرنده با استفاده از شیوه قبلی، خود به آنچه که نیاز دارد دست یابد. (دیانی، ۱۳۸۵، ص۶)